# Ronny Rodelin
Sylvio Ronny Rodelin (* 18. November 1989 in Saint-Denis, Réunion) ist ein französischer Fußballspieler.

## Karriere

### Verein
2008 wechselte Ronny Rodelin von AF Rodez zum FC Nantes, der zuvor in die Ligue 1 aufgestiegen war. Sein Profidebüt gab er am 7. Februar 2009, als er bei der 1:3-Niederlage gegen Paris Saint-Germain in der 75. Minute für Filip Đorđević eingewechselt wurde. Im Saisonverlauf kam er zu fünf weiteren Einsätzen, konnte den direkten Wiederabstieg aber nicht verhindern. In der Hinrunde der Zweitligasaison kam Rodelin zu vier Einsätzen. Im Januar 2010 wurde er an den damaligen Drittligisten ES Troyes AC verliehen. Mit Troyes stieg er in die Ligue 2 auf.
Zur Saison 2010/11 kehrte Rodelin nach Nantes zurück. Am 14. Spieltag kam er zu seinem ersten Saisoneinsatz. Am 5. November 2010 wurde er zu Beginn der zweiten Halbzeit, gegen Olympique Nîmes, eingewechselt und erzielte in der 78. Minute den 2:1-Siegtreffer. Bis Saisonende absolvierte er 15 Spiele in der zweithöchsten französischen Liga und erzielte dabei fünf Tore. Zur Saison 2011/12 wechselte er in die Ligue 1 und schloss sich dem OSC Lille an, der zuvor Pokalsieger und Meister wurde. Bis Saisonende bestritt er neun Ligapartien für Lille und kam unter anderem zu zwei Kurzeinsätzen in der Gruppenphase der UEFA Champions League. Lille beendete die Ligaspielzeit auf dem dritten Rang. In der folgenden Saison avancierte er ab Dezember 2012 zum Stammspieler der Nordfranzosen und absolvierte 23 Spiele in der Ligue 1, wobei er drei Tore erzielte. Zudem wurde er dreimal in der Champions League eingesetzt, Lille schied erneut in der Gruppenphase aus. Auch 2013/14 kam er regelmäßig zum Einsatz und erzielte in 30 Spielen in der Liga zwei Tore. In der Saison 2014/15 folgten 15 Partien in der Ligue 1 und unter anderem fünf Spiele in der Gruppenphase der UEFA Europa League. Nach insgesamt 106 Pflichtspielen für Lille, in denen er acht Tore erzielte, schloss er sich im Februar 2015 auf Leihbasis dem belgischen Erstligisten Royal Excel Mouscron an. Bis Saisonende verpasste er keines der 12 verbleibenden Ligaspiele und schoss dabei drei Tore.
Daraufhin kehrte er nach Lille zurück und wechselte nach einer weiteren Partie für die Nordfranzosen in der Ligue 1 leihweise zum Ligakonkurrenten SM Caen. In Caen absolvierte er bis Saisonende sämtliche Pflichtspiele ab Beginn der Leihe, in 34 Ligaspielen schoss Rodelin zehn Tore. Zur folgenden Saison 2016/17 wurde er fest verpflichtet. Er war erneut im Sturm gesetzt und spielte 37-mal in der Ligue 1, wobei er neunmal traf. 2017/18 bestritt er erneut 37 Ligapartien und schoss dabei fünf Tore. Zur folgenden Spielzeit wechselte er zum Ligakonkurrenten EA Guingamp. Bei den Bretonen verlor er seinen Stammplatz und spielte in seiner ersten Saison 17-mal in der Ligue 1. Am Saisonende stieg er mit Guingamp als Letzter in die zweitklassige Ligue 2 ab. In der folgenden Spielzeit 2019/20 stand er wieder regelmäßig auf dem Platz und absolvierte bis zum Abbruch aufgrund der COVID-19-Pandemie 26 von 28 Partien, wobei er sechsmal traf. 2020/21 bestritt er 34 Spiele in der zweithöchsten französischen Spielklasse und erzielte sechs Tore.
Zur Spielzeit 2021/22 unterschrieb er einen Zweijahresvertrag beim Schweizer Erstligisten Servette FC. Am 25. Juli 2021, dem 1. Spieltag, gab er beim 2:1 gegen den FC Sion sein Debüt in der erstklassigen Super League, als er in der 58. Minute für Kastriot Imeri eingewechselt wurde.
In der Winterpause 2023/24 wurde Rodelin von Servette für ein halbes Jahr an den 2. Liga interregional Verein FC Perly-Certoux ausgeliehen. Dies aufgrund eines Problems in der Administration von Servette die dazu führte, dass die Neuzugänge des Vereins nicht spielberechtigt waren. Durch die Ausleihe von Rodelin konnte so ein Platz geschaffen werden für einen Neuzugang.